# Лебедев, Порфирий Маркович
Порфирий Маркович Лебедев (16 февраля 1882 — 3 декабря 1974) – художник, педагог, воспитавший целый ряд  классиков башкирскoй живописи, один из создателей живописи Башкортостана.

## Биография
Родился 16 февраля 1882 года в селе Кармешки Николаевского уезда Самарской губернии в семье Марка Семёновича, дьякона Иоанно-Предтеченского собора, где и был крещён Порфирий. За пристрастие к алкоголю отец был лишён должности и стал зарабатывать на жизнь счётным делом на городской бойне. Мать, Александра Ниловна, вела домашнее хозяйство и воспитывала детей, которых в семье было много. Порфирий был восьмым ребёнком в семье.
Склонность рисованию у Порфирия проявилась ещё при обучении в Николаевском духовном училище. В 1905 году он окончил Самарскую духовную семинарию. Преподавал рисование и возглавлял изостудию в учительской семинарии и прогимназии в селе Благовещенский Завод.
Затем окончил частную рисовальную школу Я. С. Гольдблата в Санкт-Петербурге. В 1909 году стал слушателем педагогических курсов Санкт-Петербургской Академии художеств под руководством А. В. Маковского.
С 1910 года работал учителем графического искусства в Уфимской мужской гимназии. В 1912 году участвовал в работе 4-го Международного конгресса в Германии по вопросам художественного образования, привёз работы учеников в Дрезден на всемирную выставку.
Организовал студию рисования, живописи и лепки для детей и взрослых в Новосибирске.
В 1912—1918 годах преподавал в Уфимском учительском институте и реальном училище. В 1915 году организовал изостудию в Уфе.
Экспонировал свои работы на выставках Товарищества передвижников (1914-15), «Жизнь — творчество» (1924), «Жар-цвет» (1929), Ассоциации графиков России (1920-е), Уфим. общества любителей живописи (1916-18). В 1918—1919 годах ездил с агитпоездом в Сибирь.
С 1920 по 1932 год жил в разных городах, в том числе с 1922 года в Москве. Здесь он по приглашению Клавдии Тимофеевны Свердловой стал вести уроки рисования в Кремлёвской школе работников ВЦИК, преподавал в институте Красной профессуры, рисовал весёлые картинки для «Мурзилки» и «Пионерской правды». Помимо этого Порфирий Маркович писал серьёзные картины и, как их автор, участвовал в выставках. К этому периоду относятся многие жанровые работы П. Лебедева, который, выходя на этюды со своими учениками, неоднократно писал их в минуты работы и отдыха.
С 1932 года жил в Башкирии. В 1937 году был репрессирован, отчислен из Союза художников, приговорён к заключению в лагерях. Репрессии оборвали удачно складывавшуюся карьеру художника, и на семь лет Порфирий Лебедев практически исчез из художественной жизни. В 1943 году Порфирия Марковича Лебедева неожиданно освободили, но не восстановили в правах. Он жил в пригороде Уфы, перебивался случайными заработками и писал полотна. Член Союза художников БАССР (СХ СССР) с 1944 года.
С 1944 по 1957 годы он пребывал на особом режиме в Уфе и в деревне Князево Иглинского района, работал в Товариществе «Башхудожник» (ныне Худ. фонд СХ РБ), преподавал в Уфимском театрально-художественном училище (1945—1946), техникуме пищевой промышленности (1945-1947), в Уфимском нефтяном институте (1948). В 1956 году был напечатан его «Учебник по черчению для технических вузов».
С уроков Лебедева свой путь в живописи начинали башкирские художники Р. М. Нурмухаметов, К. А. Головченко, С. А. Литвинов, Ю. А. Фуртат, Г. И. Мухаметшин, Б.Ф. Домашников, А. А. Кузнецов и др.
После реабилитации в 1957 году Лебедев переехал в Москву. Но в союзе художников его восстановили только в 1966 году.
В 1957, 1959 и 1971 с группой башкирских художников Лебедев совершил творческие поездки по Башкирии и Вологодской области.
Персональные выставки состоялись в 1965 и 1983 годах в Уфе, в 1973 году — в Москве. В 1973 году более 200 работ (живопись, акварель) П. М. Лебедев подарил Художественному музею им. М. В. Нестерова.
Умер 3 декабря 1974 года года в Москве.
Картины П. Лебедева хранятся в Государственной Третьяковской галерее («Новенькая в детдоме», 1933 г.), Башкирском Государственном художественном музее им. М. В. Нестерова (Уфа), Центральном Историческом музее в Москве, в Государственном Музее Революции («Ведут на разгрузку баржи — буржуазию», 1922), Музее В. А. Гиляровского.

## Выставки
- Выставки Товарищества передвижников, 1914—1915
- Выставки «Общества любителей живописи», Уфа, 1914—1918 гг.
- Выставка 15 лет Советской власти" (1932)
- «Художники Российской Федерации за пятнадцать лет» (1933)
- Выставка московских художников (1936)
- Серия выставок «Советская Россия»
- Республиканские выставки, Уфа, с 1937—1955 гг. на всех.
- Персональные выставки работ, Уфа, 1965, 1983 г.

## Художественное наследие
Основными среди его работ являются: Работы серии «Башкирские праздники» (1970), «Ленин в Уфе» (1960-е), «Башкирия и её герой Салават» (1945), акварели: «Пейзажи Башкирии» (1938—1958, 1965), серия работ «Архитектурные мотивы Москвы» (1957—1970), Натюрморты, портреты (1940—1965).